# Деснянський Іван
Деснянський Іван (дата народження невідома — 1956) — український письменник, бібліофіл. Справжнє ім'я та прізвище — Іван Сапун.

## З біографії
Народився на Полтавщині. У передвоєнний час учителював у с. Більському Котелевського району. У роки війни емігрував до Німеччини, потім прибув до Англії. Помер 1956 р. у Лондоні.

## Творчість
Автор поеми «Мазепа, Батурин і Полтава» (1957).